# Кьярелли, Луиджи
Луиджи Кьярелли (итал. Luigi Chiarelli; 7 июля 1880 или 1884, Трани, — 20 декабря 1947, Рим) — итальянский драматург, прозаик, сценарист, театральный критик, журналист. Один из основателей итальянского «театра гротеска».

## Биография
Учился в университете, но отказался от учёбы, чтобы посвятить себя журналистике и театральной критике.
Литературной деятельностью начал заниматься в 1895 году. Первая из его пьес — «Ночь любви», напечатана в 1912 году и поставлена труппой «Гран Гиньоль» (Болонья). Тогда написана пьеса «Полицейский». Лучшая комедия Л. Кьярелли «Лицо и маска» (1913, «Драматическая труппа» 1916, Рим) положила начало итальянскому «театру гротеска», характеризующемуся контрастным сочетанием трагического и фарсового, подчёркнутой парадоксальностью драматических ситуации. Комедия была положительно оценена А. Грамши в газете «Avanti!».
В этом жанре им написаны пьесы «Шёлковая лестница» (1917, труппа Боризи — Микелуцци, Рим), «Химера» (1920, труппа Карини — Джентилли, Турин), «Смерть возлюбленных» (1921, труппа Галли — Гуасти, Рим), «Фейерверк» (1923), «Жолли» (1928, труппа Т. Арчимбольди, Милан), радиопостановка «Кольцо Теодосио» (1929) и др.
В некоторых своих пьесах Л. Кьярелли высмеивал лицемерие буржуазной морали и законности, пытался противопоставить уродливым условностям капиталистических общественных отношений благородство естественных человеческих чувств.
В отличие от других драматургов «театра гротеска», он в большинстве своих пьес не прибегал ни к сюрреалистической фантастике, ни к условной деформации действительности.
В годы фашистской диктатуры под влиянием Движения Сопротивления Л. Кьярелли написал революционно-символическую пьесу «Театр в огне» (1945, театр «Квирино», Рим), напоминающую «Зори» символиста Э. Верхарна.
Последняя пьеса Л. Кьярелли «Существование» (1953, «Театр Пиранделло», Рим) построена на экзистенциалистском конфликте между «сущностью» и «существованием», в ней действуют абстрактно-символические персонажи.
Его пьесы ставились по всей Европе и в Америке.
С 1923 года Л. Кьярелли работал театральным критиком газеты «Il corriere di Milano». В 1944 году был опубликован сборник рассказов Л. Кьярелли «Karakè e altri racconti».
Сценарист. По его сценариям был снят ряд кинофильмов.
Вице-президент Итальянского общества писателей (1926—1930).
Умер после тяжёлой продолжительной болезни в Риме.

## Избранная драматургия
- II gendarme, 1912
- Extra dry, 1913
- Una notte d’amore, 1913
- La portantina, 1913
- La maschera e il volto, 1913
- La scala di seta, 1917
- Le lacrime e le stelle, 1917
- Chimere, 1919
- La morte degli amanti, 1919
- Fuochi d’artificio, 1922
- Ciclo delle noci di cocco, 1926
- Jolly, 1927
- La previdente Lucilla, 1928
- Don Juan, 1929
- K. 41, 1929
- L’anello di Tedosio, 1929
- Un uomo da rifare, 1931
- Les tripes à la mode de Caen, 1925
- Leggere e scrivere, 1929
- L.E.F., 1930
- Clara ha ragione, 1932
- La reginetta, 1928
- L’errore necessario, 1930
- Il libro nero, 1928
- Lettere d’amore, 1931
- Una più due, 1933
- Carne bianca, 1934
- Ninon, tre atti, 1926—1934
- La follia d’oro, 1935
- Il cerchio magico, 1936
- Pulcinella, 1937
- Enea come oggi,1937
- Moneta falsa, 1939
- Enrico VIII, 1940
- Il teatro in fiamme, 1944
- Scandalo, 1944
- Natale 1945, 1946

## Избранная фильмография
- Extra-Dry (1914)
- La maschera e il volto (1919)
- La scala di seta (1920)
- Chimere (1921)
- Fuochi d’artificio (1938)
- La maschera e il volto (1942)